# Journal of Physics A
Journal of Physics A: Mathematical and theoretical is een internationaal, aan collegiale toetsing onderworpen wetenschappelijk tijdschrift op het gebied van de mathematische fysica en theoretische fysica.
De naam wordt in literatuurverwijzingen meestal afgekort tot J. Phys. A-Math. Theor.
Het wordt uitgegeven door IOP Publishing.

## Geschiedenis
Journal of Physics A werd in 1968 opgericht als een van de onderafdelingen van de eerdere titel Proceedings of the Physical Society, opgericht in 1874, het vlaggenschip van de Physical Society of London. De Physical Society werd later het Institute of Physics, de huidige uitgever van het tijdschrift.  In 1991 werden de artikelen voor het eerst elektronisch beschikbaar gesteld; in 2002 was het hele archief gedigitaliseerd, als eerste stap in een groter project om alle publicatiearchieven van het Instituut te digitaliseren.